# Átomo ultra frio

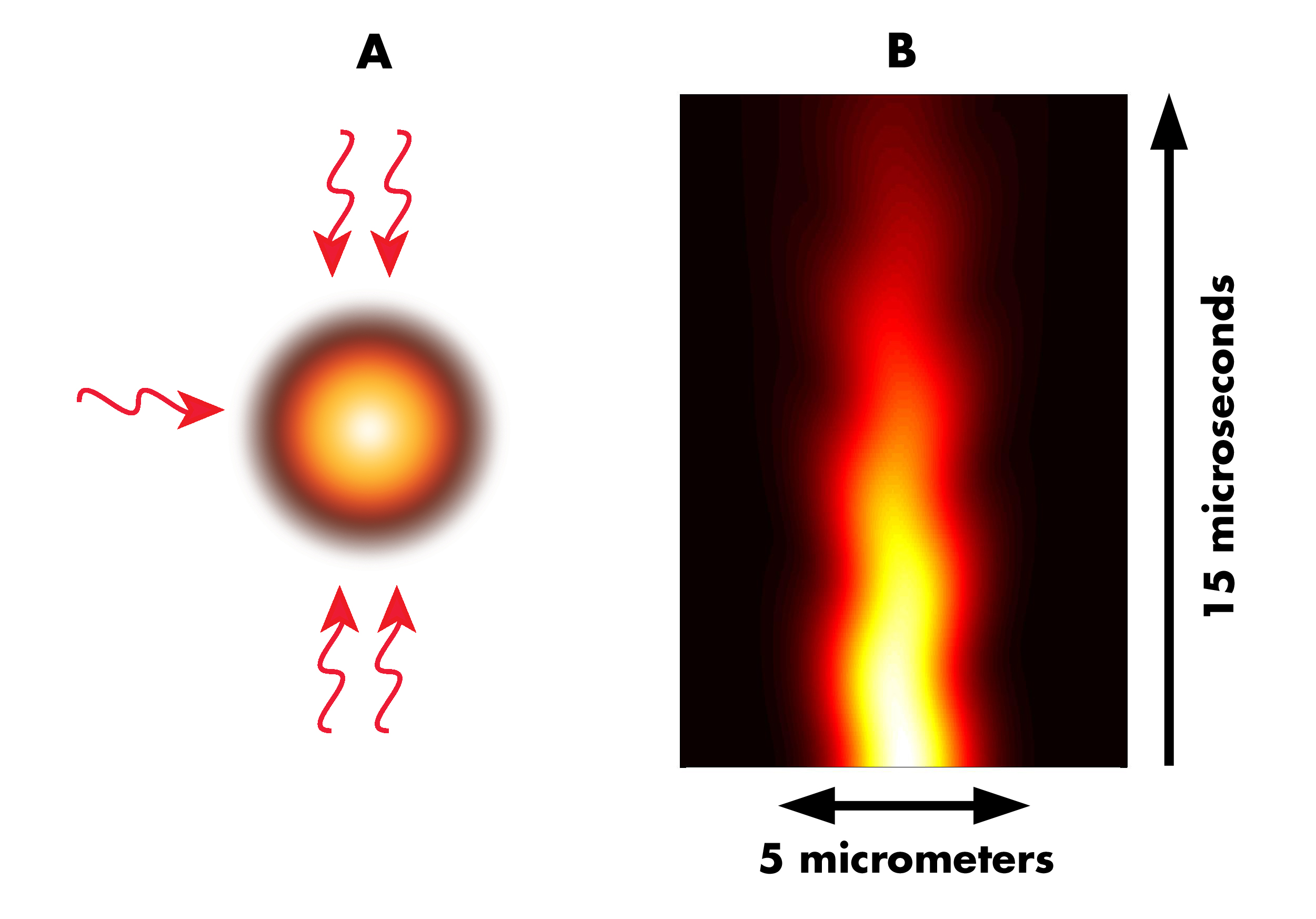
A) Estrutura óptica de cinco feixes de laser capturando uma nuvem atômica. A escala de cores indica a densidade das nuvens: preto é baixo, branco alto. B) Movimento de tremulação da nuvem atômica na rede óptica. O eixo horizontal representa a distribuição espacial da nuvem ao longo de uma direção, enquanto o eixo vertical mostra a variação da densidade da nuvem com o tempo

Átomos ultra-frios são átomos que são mantidos em temperaturas próximas a 0 kelvin (zero absoluto), tipicamente abaixo de várias dezenas de microkelvins (µK). A essas temperaturas, as propriedades da mecânica quântica do átomo se tornam importantes. Os átomos ultra-frios são um poderoso tubo de ensaio para o estudo de fenômenos quânticos altamente não triviais.
O estudo de átomos ultra-frios beneficia experimentos que dependem da medição direta das funções das ondas de densidade atômica e de sua dinâmica em sistemas quânticos de muitos corpos.

## História
Amostras de átomos ultra-frios são normalmente preparadas através das interações de um gás diluído com um campo de laser. Evidências para pressão de radiação, força devida à luz nos átomos, foram demonstradas independentemente por Lebedev e Nichols e Hull em 1901. Em 1933, Otto Frisch demonstrou a deflexão de partículas individuais de sódio pela luz gerada por uma lâmpada de sódio.
O uso da luz laser para resfriar átomos foi proposto pela primeira vez em 1975, aproveitando o efeito Doppler para tornar a força de radiação em um átomo dependente de sua velocidade, uma técnica conhecida como resfriamento Doppler. Idéias semelhantes também foram propostas para resfriar amostras de íons presos. A aplicação do resfriamento Doppler em três dimensões reduz a velocidade dos átomos para velocidades que normalmente são de alguns cm/s se produz o que é conhecido como melaço óptico.
O desenvolvimento da primeira armadilha magneto-óptica (MOT) por Raab et al. em 1987, foi um passo importante para a criação de amostras de átomos ultrafrios. As temperaturas típicas alcançadas com um MOT são de dezenas a centenas de microkelvins.  O Prêmio Nobel de 2001 foi concedido a Eric A. Cornell, Wolfgang Ketterle e Carl E. Wieman pela conquista do condensado de Bose-Einstein em gases diluídos de átomos alcalinos e por estudos fundamentais iniciais das propriedades dos condensados.